# Lena Gschwendtner
Lena Gschwendtner (* 3. Oktober 1992 in Esslingen am Neckar) ist eine deutsche Volleyballspielerin.

## Karriere
Gschwendtner begann ihre Karriere 2002 in ihrer Heimatstadt bei SV 1845 Esslingen. 2005 wechselte sie zum TSV Georgii-Allianz Stuttgart, der zwei Jahre später nach einer Fusion zum VC Stuttgart wurde. Die Libera kam hauptsächlich in der zweiten Mannschaft des Bundesliga-Vereins zum Einsatz. 2009 war ihr bislang erfolgreichstes Jahr. Gschwendtner gewann die deutsche Meisterschaft der Altersklasse U18. Außerdem erreichte sie mit der Junioren-Nationalmannschaft den sechsten Rang bei der Europameisterschaft in Rotterdam und den zehnten Platz bei der Weltmeisterschaft in Thailand. 2010 ging sie zum VC Olympia Berlin. Mit dem Nachwuchsteam spielte sie in der Saison 2011/12 in der Bundesliga. Von 2012 bis 2014 spielte sie bei Allianz MTV Stuttgart. Danach wechselte sie zu den VolleyStars Thüringen.